# Danh sách giải thưởng và đề cử của Blackpink
Bản mẫu:Deasang
Bản mẫu:Seoul Success Awards2022
Blackpink là nhóm nhạc nữ Hàn Quốc được thành lập bởi YG Entertainment, bao gồm các thành viên Jisoo, Jennie, Rosé và Lisa. Single album ra mắt của nhóm Square One và theo sau là Square Two, được ra mắt lần lượt vào tháng 8 và tháng 11 năm 2016, đã giành cho nhóm một số giải thưởng nghệ sĩ mới từ cuối năm 2016 đến đầu năm 2017, bao gồm tại Golden Disc Awards lần thứ 31 và Seoul Music Awards lần thứ 26. Tại Gaon Chart Music Awards lần thứ 6, single "Whistle" từ Square One đã chiến thắng Song of the Year – August, trong khi single chính của Square Two "Playing with Fire" thắng Song of the Year – November. "Whistle" cũng chiến thắng Best Music Video tại Mnet Asian Music Awards lần thứ 18 và cũng nhận đề cử cho 1 giải Digital Bonsang tại Golden Disc Awards lần thứ 31.
Hai single tiếp theo đó của Blackpink là "As If It's Your Last" và "Ddu-Du Ddu-Du" đều giành giải thưởng Digital Bonsang tại lần lượt tại Golden Disc Awards lần thứ 32 và 33. "Ddu-Du Ddu-Du", single chính từ mini album Square Up, cũng chiến thắng giải thưởng Best Dance - Female tại 2018 Melon Music Awards và Song of the Year - June tại Gaon Chart Music Awards lần thứ 8.
Album phòng thu đầu tiên của nhóm, The Album (2020), giành đều cử cho Album of the Year tại Melon Music Awards (MMA) lần thứ 12, Mnet Asian Music Awards (MAMA) lần thứ 22, và Golden Disc Awards (GDA) lần thứ 35 và chiến thắng giải thưởng Best Album Bonsang tại lễ trao giải này. Single chính "How You Like That" đã giành đề cử Song of the Year tại cả ba lễ trao giải và chiến thắng giải thưởng Best Dance (Female Group) ở MMA, MAMA và chiến thắng giải Digital Bonsang tại GDA. Bài hát cũng đã giành được Guinness World Records đầu tiên của Blackpink, có tổng cộng 5 kỉ lục, bao gồm video/MV được xem nhiều nhất trên YouTube trong 24 giờ, và chiến thắng MTV Music Video Award cho Song of Summer, trở thành nhóm nhạc nữ K-pop đầu tiên chiến thắng MTV VMA. Blackpink cũng chiến thắng Best Female Group tại 2020 Mnet Asian Awards và đã được Variety bình chọn là 2020 Hitmakers Group of the Year.

## Giải thưởng và đề cử
- A
- Ă
- Â
- B
- C
- Đ
- E
- F
- G
- H
- I
- J
- K
- M
- N
- P
- Q
- R
- S
- T
- Ư
- V
- W

| Lễ trao giải                           | Năm  | Giải                                                  | Đề cử cho                       | Kết quả   | Tham khảo       |
| -------------------------------------- | ---- | ----------------------------------------------------- | ------------------------------- | --------- | --------------- |
| American Music Awards                  | 2022 | Favorite K-Pop Artist                                 | Blackpink                       | Đề cử     | [ 3 ]           |
| Anugerah Bintang Popular Berita Harian | 2019 | Korean Popular Artist                                 | Blackpink                       | Đề cử     | [ 4 ]           |
| APAN Music Awards                      | 2021 | Best Music Video                                      | Blackpink                       | Đoạt giải | [ 5 ]           |
| APAN Music Awards                      | 2021 | Idol Champ Global Pick – Group                        | Blackpink                       | Đoạt giải | [ 5 ]           |
| APAN Music Awards                      | 2021 | APAN Top 10                                           | Blackpink                       | Đề cử     | [ 6 ]           |
| APAN Music Awards                      | 2021 | Best Performance                                      | Blackpink                       | Đề cử     | [ 7 ]           |
| APAN Music Awards                      | 2021 | Idol Champ Fan's Pick – Group                         | Blackpink                       | Đề cử     | [ 8 ]           |
| APAN Music Awards                      | 2021 | KT Seezn Star Award – Singer                          | Blackpink                       | Đề cử     | [ 9 ]           |
| Asia Artist Awards                     | 2016 | Rookie Singer Award                                   | Blackpink                       | Đoạt giải | [ 10 ]          |
| Asia Artist Awards                     | 2016 | Popularity Award – Singer                             | Blackpink                       | Đề cử     | [ 11 ]          |
| Asia Artist Awards                     | 2017 | Popularity Award – Singer                             | Blackpink                       | Đề cử     | [ 12 ]          |
| Asia Artist Awards                     | 2018 | Popularity Award – Singer                             | Blackpink                       | Đề cử     | [ 13 ]          |
| Asia Artist Awards                     | 2019 | Popularity Award – Singer                             | Blackpink                       | Đề cử     | [ 14 ]          |
| Asia Artist Awards                     | 2019 | StarNews Popularity Award – Female Group              | Blackpink                       | Đề cử     | [ 15 ]          |
| Asia Artist Awards                     | 2020 | Popularity Award – Singer (Female)                    | Blackpink                       | Đề cử     | [ 16 ]          |
| Asia Artist Awards                     | 2021 | U+Idol Live Popularity Award – Female Group           | Blackpink                       | Đoạt giải | [ 17 ]          |
| Asia Artist Awards                     | 2021 | RET Popularity Award – Idol Group (Female)            | Blackpink                       | Đề cử     | [ 18 ]          |
| Asia Artist Awards                     | 2022 | DCM Popularity Award – Female Singer                  | Blackpink                       | Đoạt giải | [ 19 ]          |
| Asia Artist Awards                     | 2022 | Idolplus Popularity Award – Singer                    | Blackpink                       | Đề cử     | [ 20 ]          |
| Asia Artist Awards                     | 2023 | Popularity Award – Singer (Female)                    | Blackpink                       | Đề cử     | [ 21 ]          |
| Asian Pop Music Awards                 | 2020 | Best Album (Overseas)                                 | The Album                       | Đoạt giải | [ 23 ]          |
| Asian Pop Music Awards                 | 2020 | Best Group (Overseas)                                 | The Album                       | Đoạt giải | [ 23 ]          |
| Asian Pop Music Awards                 | 2020 | Best Music Video (Overseas)                           | "Lovesick Girls"                | Đề cử     | [ 24 ]          |
| Asian Pop Music Awards                 | 2020 | Song of the Year (Overseas)                           | "How You Like That"             | Đề cử     | [ 24 ]          |
| Asian Pop Music Awards                 | 2022 | Best Album of the Year (Overseas)                     | Born Pink                       | Đoạt giải | [ 25 ]          |
| Asian Pop Music Awards                 | 2022 | Song of the Year (Overseas)                           | "Pink Venom"                    | Đoạt giải | [ 25 ]          |
| Asian Pop Music Awards                 | 2022 | Top 20 Songs of the Year (Overseas)                   | "Pink Venom"                    | Đoạt giải | [ 25 ]          |
| Asian Pop Music Awards                 | 2022 | Top 20 Albums of the Year (Overseas)                  | Born Pink                       | Đoạt giải | [ 25 ]          |
| Asian Pop Music Awards                 | 2022 | People's Choice Award (Overseas)                      | Born Pink                       | 5th place | [ 25 ]          |
| Asian Pop Music Awards                 | 2022 | Best Dance Performance (Overseas)                     | "Pink Venom"                    | Đề cử     | [ 26 ]          |
| Asian Pop Music Awards                 | 2022 | Best Group (Overseas)                                 | Blackpink                       | Đề cử     | [ 26 ]          |
| Asian Pop Music Awards                 | 2022 | Best Music Video (Overseas)                           | "Pink Venom"                    | Đề cử     | [ 26 ]          |
| Asian Pop Music Awards                 | 2022 | Record of the Year (Overseas)                         | "Pink Venom"                    | Đề cử     | [ 26 ]          |
| Asian Pop Music Awards                 | 2023 | Song of the Year (Overseas)                           | "The Girls"                     | Đề cử     | [ 27 ]          |
| Asian Pop Music Awards                 | 2023 | Top 20 songs of the year                              | "The Girls"                     | Đoạt giải | [ 28 ]          |
| Billboard Music Awards                 | 2021 | Top Social Artist                                     | Blackpink                       | Đề cử     | [ 29 ]          |
| Billboard Music Awards                 | 2023 | Top K-Pop Touring Artist                              | Blackpink                       | Đoạt giải | [ 30 ]          |
| Brand Customer Loyalty Awards          | 2021 | Best Female Idol Group                                | Blackpink                       | Đề cử     | [ 31 ]          |
| Bravo Otto                             | 2019 | Best K-pop                                            | Blackpink                       | Gold      | [ 32 ]          |
| Bravo Otto                             | 2020 | Best K-pop                                            | Blackpink                       | Gold      | [ 33 ]          |
| Bravo Otto                             | 2021 | Best Band/Duo                                         | Blackpink                       | Gold      | [ 34 ]          |
| Bravo Otto                             | 2022 | Best International Singer                             | Blackpink                       | Silver    | [ 35 ]          |
| Brit Awards                            | 2023 | Best International Group                              | Blackpink                       | Đề cử     | [ 36 ]          |
| Bugs Music Awards                      | 2020 | 20th Anniversary Awards – Most Loved Music            | "Ddu-Du Ddu-Du"                 | Đoạt giải | [ 37 ]          |
| Capricho Awards                        | 2020 | Feature of the Year                                   | "Ice Cream" (with Selena Gomez) | Đề cử     | [ 38 ]          |
| Capricho Awards                        | 2020 | International Group                                   | Blackpink                       | Đề cử     | [ 38 ]          |
| Capricho Awards                        | 2022 | Group of the Year                                     | Blackpink                       | Đoạt giải | [ 39 ]          |
| Capricho Awards                        | 2022 | Fandom of the Year                                    | Blackpink                       | Đề cử     | [ 39 ]          |
| Capricho Awards                        | 2022 | Hit of the Year (International)                       | "Pink Venom"                    | Đề cử     | [ 39 ]          |
| Circle Chart Music Awards              | 2017 | Artist of the Year – Digital Music (August)           | "Whistle"                       | Đoạt giải | [ 40 ]          |
| Circle Chart Music Awards              | 2017 | Artist of the Year – Digital Music (November)         | "Playing with Fire"             | Đoạt giải | [ 40 ]          |
| Circle Chart Music Awards              | 2017 | New Artist of the Year – Digital                      | Blackpink                       | Đoạt giải | [ 40 ]          |
| Circle Chart Music Awards              | 2018 | World New Artist Award                                | Blackpink                       | Đoạt giải | [ 41 ]          |
| Circle Chart Music Awards              | 2019 | Artist of the Year – Digital Music (June)             | "Ddu-Du Ddu-Du"                 | Đoạt giải | [ 42 ]          |
| Circle Chart Music Awards              | 2019 | Artist of the Year – Digital Music (June)             | "Forever Young"                 | Đề cử     | [ 43 ]          |
| Circle Chart Music Awards              | 2020 | Artist of the Year – Digital Music (April)            | "Kill This Love"                | Đề cử     | [ 44 ]          |
| Circle Chart Music Awards              | 2020 | Artist of the Year – Physical Album (2nd Quarter)     | Kill This Love                  | Đề cử     | [ 45 ]          |
| Circle Chart Music Awards              | 2021 | Artist of the Year – Digital Music (June)             | "How You Like That"             | Đoạt giải | [ 46 ]          |
| Circle Chart Music Awards              | 2021 | Artist of the Year – Digital Music (October)          | "Lovesick Girls"                | Đoạt giải | [ 46 ]          |
| Circle Chart Music Awards              | 2021 | Mubeat Global Choice Award – Female                   | Blackpink                       | Đoạt giải | [ 46 ]          |
| Circle Chart Music Awards              | 2021 | Social Hot Star of the Year                           | Blackpink                       | Đoạt giải | [ 46 ]          |
| Circle Chart Music Awards              | 2021 | Artist of the Year – Digital Music (August)           | "Ice Cream" (with Selena Gomez) | Đề cử     | [ 47 ]          |
| Circle Chart Music Awards              | 2021 | Artist of the Year – Physical Album (4th Quarter)     | The Album                       | Đề cử     | [ 48 ]          |
| Circle Chart Music Awards              | 2023 | Artist of the Year – Global Digital Music (August)    | "Pink Venom"                    | Đoạt giải | [ 49 ]          |
| Circle Chart Music Awards              | 2023 | Artist of the Year – Global Digital Music (September) | "Shut Down"                     | Đoạt giải | [ 49 ]          |
| Circle Chart Music Awards              | 2023 | Female Group of the Year                              | Blackpink                       | Đoạt giải | [ 50 ]          |
| Circle Chart Music Awards              | 2023 | Mubeat Global Choice Award – Female                   | Blackpink                       | Đoạt giải | [ 51 ]          |
| Circle Chart Music Awards              | 2023 | Artist of the Year – Global Digital Music (September) | "Typa Girl"                     | Đề cử     | [ 52 ]          |
| Circle Chart Music Awards              | 2023 | Artist of the Year – Global Digital Music (September) | "Hard to Love"                  | Đề cử     | [ 52 ]          |
| Circle Chart Music Awards              | 2023 | Artist of the Year – Global Digital Music (September) | "The Happiest Girl"             | Đề cử     | [ 52 ]          |
| Circle Chart Music Awards              | 2023 | Artist of the Year – Physical Album (4th Quarter)     | Born Pink                       | Đề cử     | [ 53 ]          |
| Circle Chart Music Awards              | 2024 | Social Hot Star Of The Year                           | Blackpink                       | Đoạt giải | [ 54 ]          |
| Clio Awards                            | 2020 | Music Marketing                                       | "Ice Cream" (with Selena Gomez) | Silver    | [ 55 ]          |
| China Year End                         | 2020 | Best Selling Female Song                              | How You Like That               | Đoạt giải | [ 56 ]          |
| China Year End                         | 2020 | Best Selling Collaboration                            | Ice Cream                       | Đoạt giải | [ 57 ]          |
| China Year End                         | 2020 | Best Selling Female Album                             | THE ALBUM                       | Đoạt giải | [ 58 ]          |
| China Year End                         | 2020 | Best Selling Kpop Artist                              | Blackpink                       | Đoạt giải | [ 59 ]          |
| China Year End                         | 2021 | Best Selling Live Album                               | The Show (Live)                 | Đoạt giải | [ 60 ]          |
| China Year End                         | 2022 | Best Selling Female Group Single                      | Pink Venom                      | Đoạt giải | [ 61 ]          |
| China Year End                         | 2022 | Best Selling Female Kpop Single                       | Pink Venom                      | Đoạt giải | [ 62 ]          |
| China Year End                         | 2022 | Best Selling Female International Single              | Pink Venom                      | Đoạt giải | [ 63 ]          |
| China Year End                         | 2022 | Best Selling Kpop Singles                             | Pink Venom                      | Đề cử     | [ 64 ]          |
| China Year End                         | 2022 | Best Selling Artist - Singles                         | Pink Venom                      | Đề cử     | [ 64 ]          |
| China Year End                         | 2022 | Best Selling Singles                                  | Pink Venom                      | Đề cử     | [ 64 ]          |
| China Year End                         | 2022 | Best Selling Female Single                            | Pink Venom                      | Đoạt giải | [ 65 ]          |
| China Year End                         | 2022 | Best Selling Group Album                              | BORN PINK                       | Đoạt giải | [ 66 ]          |
| China Year End                         | 2022 | Best Selling Female Album                             | BORN PINK                       | Đoạt giải | [ 67 ]          |
| China Year End                         | 2022 | Best Selling Kpop Album                               | BORN PINK                       | Đoạt giải | [ 68 ]          |
| China Year End                         | 2022 | Best Selling Album                                    | BORN PINK                       | Đề cử     | [ 64 ]          |
| China Year End                         | 2022 | Best Selling International Album                      | BORN PINK                       | Đoạt giải | [ 69 ]          |
| China Year End                         | 2022 | Best Selling Group - Album                            | Blackpink                       | Đề cử     | [ 64 ]          |
| China Year End                         | 2022 | Best Selling Artist - Album                           | Blackpink                       | Đề cử     | [ 64 ]          |
| China Year End                         | 2023 | Best Selling OST                                      | The Girls                       | Đoạt giải | [ 70 ]          |
| China Year End                         | 2023 | Best Selling Female Group Single                      | The Girls                       | Đoạt giải | [ 71 ]          |
| China Year End                         | 2023 | Best Selling Group Single                             | The Girls                       | Đề cử     | [ 72 ]          |
| China Year End                         | 2023 | Best Selling Kpop Single                              | The Girls                       | Đề cử     | [ 72 ]          |
| China Year End                         | 2023 | Best Selling International Single                     | The Girls                       | Đề cử     | [ 72 ]          |
| China Year End                         | 2023 | Best Selling Group — Singles                          | Blackpink                       | Đề cử     | [ 72 ]          |
| China Year End                         | 2023 | Best Selling Artist - Singles                         | Blackpink                       | Đề cử     | [ 72 ]          |
| Elle Style Awards                      | 2018 | K-Style Icon                                          | Blackpink                       | Đoạt giải | [ 75 ]          |
| The Fact Music Awards                  | 2020 | TMA Popularity Award                                  | Blackpink                       | Đề cử     | [ 76 ]          |
| The Fact Music Awards                  | 2021 | Fan N Star Choice Artist                              | Blackpink                       | Đề cử     | [ 77 ]          |
| The Fact Music Awards                  | 2022 | Global Fan N Star                                     | Blackpink                       | Đề cử     | [ 78 ]          |
| Genie Music Awards                     | 2018 | Artist of the Year                                    | Blackpink                       | Đề cử     | [ 79 ]          |
| Genie Music Awards                     | 2018 | Best Female Dance Performance                         | "Ddu-Du Ddu-Du"                 | Đề cử     | [ 79 ]          |
| Genie Music Awards                     | 2018 | Best Female Group                                     | Blackpink                       | Đề cử     | [ 79 ]          |
| Genie Music Awards                     | 2018 | Popularity Award                                      | Blackpink                       | Đề cử     | [ 79 ]          |
| Genie Music Awards                     | 2018 | Song of the Year                                      | "Ddu-Du Ddu-Du"                 | Đề cử     | [ 79 ]          |
| Genie Music Awards                     | 2019 | Artist of the Year                                    | Blackpink                       | Đề cử     | [ 80 ]          |
| Genie Music Awards                     | 2019 | Best Female Group                                     | Blackpink                       | Đề cử     | [ 80 ]          |
| Genie Music Awards                     | 2019 | Best Female Performing Artist                         | Blackpink                       | Đề cử     | [ 80 ]          |
| Genie Music Awards                     | 2019 | Global Popularity Award                               | Blackpink                       | Đề cử     | [ 80 ]          |
| Genie Music Awards                     | 2019 | Popularity Award                                      | Blackpink                       | Đề cử     | [ 80 ]          |
| Genie Music Awards                     | 2020 | Artist of the Year                                    | Blackpink                       | Đề cử     | [ 81 ]          |
| Genie Music Awards                     | 2022 | Album of the Year                                     | Born Pink                       | Đề cử     | [ 82 ]          |
| Genie Music Awards                     | 2022 | Best Female Group                                     | Blackpink                       | Đề cử     | [ 82 ]          |
| Genie Music Awards                     | 2022 | Best Female Performance                               | Blackpink                       | Đề cử     | [ 82 ]          |
| Genie Music Awards                     | 2022 | Global Popularity Award                               | Blackpink                       | Đề cử     | [ 83 ]          |
| Golden Disc Awards                     | 2017 | Rookie Artist of the Year                             | Blackpink                       | Đoạt giải | [ 84 ]          |
| Golden Disc Awards                     | 2017 | Best Digital Song (Bonsang)                           | "Whistle"                       | Đề cử     | [ 85 ]          |
| Golden Disc Awards                     | 2017 | Most Popular Artist                                   | Blackpink                       | Đề cử     | [ 85 ]          |
| Golden Disc Awards                     | 2018 | Best Digital Song (Bonsang)                           | "As If It's Your Last"          | Đoạt giải | [ 86 ]          |
| Golden Disc Awards                     | 2018 | Song of the Year (Daesang)                            | "As If It's Your Last"          | Đề cử     | [ 87 ]          |
| Golden Disc Awards                     | 2018 | Most Popular Artist                                   | Blackpink                       | Đề cử     | [ 87 ]          |
| Golden Disc Awards                     | 2019 | Cosmopolitan Artist Award                             | Blackpink                       | Đoạt giải | [ 88 ]          |
| Golden Disc Awards                     | 2019 | Best Digital Song (Bonsang)                           | "Ddu-Du Ddu-Du"                 | Đoạt giải | [ 88 ]          |
| Golden Disc Awards                     | 2019 | Song of the Year (Daesang)                            | "Ddu-Du Ddu-Du"                 | Đề cử     | [ 89 ]          |
| Golden Disc Awards                     | 2019 | Most Popular Artist                                   | Blackpink                       | Đề cử     | [ 90 ]          |
| Golden Disc Awards                     | 2020 | Best Digital Song (Bonsang)                           | "Kill This Love"                | Đề cử     | [ 91 ]          |
| Golden Disc Awards                     | 2020 | Most Popular Artist                                   | Blackpink                       | Đề cử     | [ 92 ]          |
| Golden Disc Awards                     | 2020 | NetEase Fans' Choice K-pop Star Award                 | Blackpink                       | Đề cử     | [ 93 ]          |
| Golden Disc Awards                     | 2021 | Best Album (Bonsang)                                  | The Album                       | Đoạt giải | [ 94 ]          |
| Golden Disc Awards                     | 2021 | Best Digital Song (Bonsang)                           | "How You Like That"             | Đoạt giải | [ 95 ]          |
| Golden Disc Awards                     | 2021 | Album of the Year (Daesang)                           | The Album                       | Đề cử     | [ 96 ]          |
| Golden Disc Awards                     | 2021 | Song of the Year (Daesang)                            | "How You Like That"             | Đề cử     | [ 96 ]          |
| Golden Disc Awards                     | 2021 | Most Popular Artist                                   | Blackpink                       | Đề cử     | [ 96 ]          |
| Golden Disc Awards                     | 2021 | QQ Music Fan's Choice K-Pop Artist                    | Blackpink                       | Đề cử     | [ 97 ]          |
| Golden Disc Awards                     | 2023 | Best Album (Bonsang)                                  | Born Pink                       | Đoạt giải | [ 98 ]          |
| Golden Disc Awards                     | 2023 | Album of the Year (Daesang)                           | Born Pink                       | Đề cử     | [ 99 ]          |
| Golden Disc Awards                     | 2023 | Best Digital Song (Bonsang)                           | "Pink Venom"                    | Đề cử     | [ 99 ]          |
| Golden Disc Awards                     | 2023 | Most Popular Artist                                   | Blackpink                       | Đề cử     | [ 100 ]         |
| Hallyu K Fans' Choice Awards           | 2016 | Best Girl Group                                       | Blackpink                       | Đoạt giải | [ 101 ]         |
| Hallyu K Fans' Choice Awards           | 2016 | Best Rookie Group                                     | Blackpink                       | Đoạt giải | [ 101 ]         |
| Hanteo Music Awards                    | 2021 | WhosFandom Award                                      | Blackpink                       | Đề cử     | [ 102 ]         |
| Hanteo Music Awards                    | 2023 | Artist of the Year                                    | Blackpink                       | Đoạt giải | [ 103 ]         |
| Hanteo Music Awards                    | 2023 | Global Artist Award                                   | Blackpink                       | Đoạt giải | [ 103 ]         |
| Hanteo Music Awards                    | 2023 | WhosFandom Award                                      | Blackpink                       | Đề cử     | [ 104 ]         |
| iHeartRadio Music Awards               | 2020 | Favourite Music Video Choreography                    | "Kill This Love"                | Đoạt giải | [ 105 ]         |
| iHeartRadio Music Awards               | 2020 | Best Music Video                                      | "Kill This Love"                | Đề cử     | [ 106 ]         |
| iHeartRadio Music Awards               | 2021 | Best Fan Army                                         | Blackpink                       | Đề cử     | [ 107 ]         |
| iHeartRadio Music Awards               | 2021 | Best Music Video                                      | "How You Like That"             | Đề cử     | [ 107 ]         |
| iHeartRadio Music Awards               | 2023 | Best Duo/Group of the Year                            | Blackpink                       | Đề cử     | [ 108 ]         |
| iHeartRadio Music Awards               | 2023 | Best Fan Army                                         | Blackpink                       | Đề cử     | [ 108 ]         |
| iHeartRadio Music Awards               | 2023 | Best Music Video                                      | "Pink Venom"                    | Đề cử     | [ 108 ]         |
| iHeartRadio Music Awards               | 2023 | Favorite Use of a Sample                              | "Pink Venom"                    | Đề cử     | [ 108 ]         |
| Japan Gold Disc Awards                 | 2018 | Best 3 New Artists (Asia)                             | Blackpink                       | Đoạt giải | [ 109 ]         |
| Joox Hong Kong Top Music Awards        | 2020 | Fan Favorite K-Pop                                    | "How You Like That"             | Đoạt giải | [ 110 ]         |
| Joox Indonesia Music Awards            | 2021 | Best Fanbase of the Year                              | Blackpink                       | Đề cử     | [ 111 ]         |
| Joox Indonesia Music Awards            | 2021 | Global Song of the Year                               | "Ice Cream" (with Selena Gomez) | Đề cử     | [ 111 ]         |
| Joox Indonesia Music Awards            | 2021 | Korean Artist of the Year                             | Blackpink                       | Đề cử     | [ 111 ]         |
| Joox Thailand Music Awards             | 2018 | K-Pop Artist of the Year                              | Blackpink                       | Đề cử     | [ 112 ]         |
| Joox Thailand Music Awards             | 2019 | K-Pop Artist of the Year                              | Blackpink                       | Đề cử     | [ 113 ]         |
| Joox Thailand Music Awards             | 2020 | K-Pop Artist of the Year                              | Blackpink                       | Đoạt giải | [ 114 ]         |
| Joox Thailand Music Awards             | 2021 | Top Social Artist of the Year                         | Blackpink                       | Đề cử     | [ 115 ]         |
| Joox Thailand Music Awards             | 2022 | Top Social Global Artist of the Year                  | Blackpink                       | Đề cử     | [ 116 ]         |
| K Global Heart Dream Awards            | 2022 | Popularity Award – Girl Group                         | Blackpink                       | Đề cử     | [ 118 ]         |
| K Global Heart Dream Awards            | 2023 | Popularity Award – Girl Group                         | Blackpink                       | Đề cử     | [ 119 ]         |
| Korea First Brand Awards               | 2021 | Best Female Idol                                      | Blackpink                       | Đoạt giải | [ 121 ]         |
| Korea Popular Music Awards             | 2018 | Artist of the Year                                    | Blackpink                       | Đề cử     | [ 123 ]         |
| Korea Popular Music Awards             | 2018 | Best Group Dance                                      | "Ddu-Du Ddu-Du"                 | Đề cử     | [ 123 ]         |
| Korea Popular Music Awards             | 2018 | Popularity Award                                      | Blackpink                       | Đề cử     | [ 124 ]         |
| Korea Popular Music Awards             | 2018 | Song of the Year                                      | "Ddu-Du Ddu-Du"                 | Đề cử     | [ 123 ]         |
| MAMA Awards                            | 2016 | Best Music Video                                      | "Whistle"                       | Đoạt giải | [ 125 ]         |
| MAMA Awards                            | 2016 | Best of Next Female Artist                            | Blackpink                       | Đoạt giải | [ 125 ]         |
| MAMA Awards                            | 2016 | Best New Artist – Female Group                        | Blackpink                       | Đề cử     | [ 126 ]         |
| MAMA Awards                            | 2016 | iQiYi Worldwide Favorite Artist                       | Blackpink                       | Đề cử     | [ 127 ]         |
| MAMA Awards                            | 2017 | Best Female Group                                     | Blackpink                       | Đề cử     | [ 128 ]         |
| MAMA Awards                            | 2017 | Qoo10 2017 Favorite K-pop Star                        | Blackpink                       | Đề cử     | [ 129 ]         |
| MAMA Awards                            | 2018 | Worldwide Fans' Choice Top 10                         | Blackpink                       | Đoạt giải | [ 130 ]         |
| MAMA Awards                            | 2018 | Artist of the Year                                    | Blackpink                       | Đề cử     | [ 131 ]         |
| MAMA Awards                            | 2018 | Best Dance Performance Female Group                   | "Ddu-Du Ddu-Du"                 | Đề cử     | [ 131 ]         |
| MAMA Awards                            | 2018 | Best Female Group                                     | Blackpink                       | Đề cử     | [ 131 ]         |
| MAMA Awards                            | 2018 | Best Music Video                                      | "Ddu-Du Ddu-Du"                 | Đề cử     | [ 131 ]         |
| MAMA Awards                            | 2018 | Song of the Year                                      | "Ddu-Du Ddu-Du"                 | Đề cử     | [ 131 ]         |
| MAMA Awards                            | 2018 | Worldwide Icon of the Year                            | Blackpink                       | Đề cử     | [ 131 ]         |
| MAMA Awards                            | 2019 | Worldwide Fans' Choice Top 10                         | Blackpink                       | Đoạt giải | [ 132 ]         |
| MAMA Awards                            | 2019 | Album of the Year                                     | Kill This Love                  | Đề cử     | [ 133 ]         |
| MAMA Awards                            | 2019 | Artist of the Year                                    | Blackpink                       | Đề cử     | [ 134 ]         |
| MAMA Awards                            | 2019 | Best Dance Performance Female Group                   | "Kill This Love"                | Đề cử     | [ 134 ]         |
| MAMA Awards                            | 2019 | Best Female Group                                     | Blackpink                       | Đề cử     | [ 134 ]         |
| MAMA Awards                            | 2019 | Qoo10 Favorite Female Artist                          | Blackpink                       | Đề cử     | [ 135 ]         |
| MAMA Awards                            | 2019 | Song of the Year                                      | "Kill This Love"                | Đề cử     | [ 134 ]         |
| MAMA Awards                            | 2019 | Worldwide Icon of the Year                            | Blackpink                       | Đề cử     | [ 134 ]         |
| MAMA Awards                            | 2020 | 2020 Visionary                                        | Blackpink                       | Đoạt giải | [ 136 ]         |
| MAMA Awards                            | 2020 | Best Dance Performance Female Group                   | "How You Like That"             | Đoạt giải | [ 137 ]         |
| MAMA Awards                            | 2020 | Best Female Group                                     | Blackpink                       | Đoạt giải | [ 137 ]         |
| MAMA Awards                            | 2020 | Worldwide Fans' Choice Top 10                         | Blackpink                       | Đoạt giải | [ 137 ]         |
| MAMA Awards                            | 2020 | Album of the Year                                     | The Album                       | Đề cử     | [ 138 ]         |
| MAMA Awards                            | 2020 | Artist of the Year                                    | Blackpink                       | Đề cử     | [ 139 ]         |
| MAMA Awards                            | 2020 | Song of the Year                                      | "How You Like That"             | Đề cử     | [ 139 ]         |
| MAMA Awards                            | 2020 | Worldwide Icon of the Year                            | Blackpink                       | Đề cử     | [ 139 ]         |
| MAMA Awards                            | 2022 | Best Female Group                                     | Blackpink                       | Đoạt giải | [ 140 ]         |
| MAMA Awards                            | 2022 | Best Music Video                                      | "Pink Venom"                    | Đoạt giải | [ 140 ]         |
| MAMA Awards                            | 2022 | Worldwide Fans' Choice Top 10                         | Blackpink                       | Đoạt giải | [ 140 ]         |
| MAMA Awards                            | 2022 | Album of the Year                                     | Born Pink                       | Đề cử     | [ 141 ]         |
| MAMA Awards                            | 2022 | Artist of the Year                                    | Blackpink                       | Đề cử     | [ 141 ]         |
| MAMA Awards                            | 2022 | Best Dance Performance Female Group                   | "Pink Venom"                    | Đề cử     | [ 141 ]         |
| MAMA Awards                            | 2022 | Song of the Year                                      | "Pink Venom"                    | Đề cử     | [ 141 ]         |
| MAMA Awards                            | 2022 | Worldwide Icon of the Year                            | Blackpink                       | Đề cử     | [ 141 ]         |
| Melon Music Awards                     | 2016 | Best New Artist                                       | Blackpink                       | Đoạt giải | [ 142 ]         |
| Melon Music Awards                     | 2016 | Top 10 Artists                                        | Blackpink                       | Đề cử     | [ 143 ]         |
| Melon Music Awards                     | 2017 | Best Dance – Female                                   | "As If It's Your Last"          | Đề cử     | [ 144 ]         |
| Melon Music Awards                     | 2017 | Kakao Hot Star Award                                  | Blackpink                       | Đề cử     | [ 144 ]         |
| Melon Music Awards                     | 2017 | Song of the Year                                      | "As If It's Your Last"          | Đề cử     | [ 144 ]         |
| Melon Music Awards                     | 2017 | Top 10 Artists                                        | Blackpink                       | Đề cử     | [ 144 ]         |
| Melon Music Awards                     | 2018 | Best Dance – Female                                   | "Ddu-Du Ddu-Du"                 | Đoạt giải | [ 142 ]         |
| Melon Music Awards                     | 2018 | Top 10 Artists                                        | Blackpink                       | Đoạt giải | [ 142 ]         |
| Melon Music Awards                     | 2018 | Album of the Year                                     | Square Up                       | Đề cử     | [ 145 ]         |
| Melon Music Awards                     | 2018 | Artist of the Year                                    | Blackpink                       | Đề cử     | [ 142 ]         |
| Melon Music Awards                     | 2018 | Kakao Hot Star Award                                  | Blackpink                       | Đề cử     | [ 145 ]         |
| Melon Music Awards                     | 2018 | Song of the Year                                      | "Ddu-Du Ddu-Du"                 | Đề cử     | [ 145 ]         |
| Melon Music Awards                     | 2019 | Best Rap/Hip Hop Track                                | "Kill This Love"                | Đề cử     | [ 146 ]         |
| Melon Music Awards                     | 2019 | Top 10 Artists                                        | Blackpink                       | Đề cử     | [ 147 ]         |
| Melon Music Awards                     | 2020 | Best Dance – Female                                   | "How You Like That"             | Đoạt giải | [ 148 ]         |
| Melon Music Awards                     | 2020 | Top 10 Artists                                        | Blackpink                       | Đoạt giải | [ 149 ]         |
| Melon Music Awards                     | 2020 | Album of the Year                                     | The Album                       | Đề cử     | [ 150 ]         |
| Melon Music Awards                     | 2020 | Artist of the Year                                    | Blackpink                       | Đề cử     | [ 151 ]         |
| Melon Music Awards                     | 2020 | Netizen Popularity Award                              | Blackpink                       | Đề cử     | [ 152 ]         |
| Melon Music Awards                     | 2020 | Song of the Year                                      | "How You Like That"             | Đề cử     | [ 153 ]         |
| Melon Music Awards                     | 2022 | Album of the Year                                     | Born Pink                       | Đề cử     | [ 154 ]         |
| Melon Music Awards                     | 2022 | Artist of the Year                                    | Blackpink                       | Đề cử     | [ 154 ]         |
| Melon Music Awards                     | 2022 | Best Female Group                                     | Blackpink                       | Đề cử     | [ 154 ]         |
| Melon Music Awards                     | 2022 | Netizen Popularity Award                              | Blackpink                       | Đề cử     | [ 154 ]         |
| Melon Music Awards                     | 2022 | Top 10 Artists                                        | Blackpink                       | Đề cử     | [ 155 ]         |
| Meus Prêmios Nick                      | 2018 | Fandom of the Year                                    | Blackpink                       | Đề cử     | [ 156 ]         |
| Meus Prêmios Nick                      | 2018 | Favorite International Artist                         | Blackpink                       | Đề cử     | [ 156 ]         |
| Meus Prêmios Nick                      | 2019 | Fandom of the Year                                    | Blackpink                       | Đề cử     | [ 157 ]         |
| Meus Prêmios Nick                      | 2019 | Favorite International Artist                         | Blackpink                       | Đề cử     | [ 157 ]         |
| Meus Prêmios Nick                      | 2020 | Fandom of the Year                                    | Blackpink                       | Đề cử     | [ 158 ]         |
| Meus Prêmios Nick                      | 2020 | Favorite International Hit                            | "How You Like That"             | Đề cử     | [ 158 ]         |
| Meus Prêmios Nick                      | 2021 | Fandom of the Year                                    | Blackpink                       | Đề cử     | [ 159 ]         |
| Meus Prêmios Nick                      | 2021 | Favorite Music Group                                  | Blackpink                       | Đề cử     | [ 159 ]         |
| MTV Europe Music Awards                | 2019 | Best Group                                            | Blackpink                       | Đề cử     | [ 160 ]         |
| MTV Europe Music Awards                | 2020 | Best Collaboration                                    | "Ice Cream" (with Selena Gomez) | Đề cử     | [ 161 ]         |
| MTV Europe Music Awards                | 2020 | Best Group                                            | Blackpink                       | Đề cử     | [ 161 ]         |
| MTV Europe Music Awards                | 2020 | Biggest Fans                                          | Blackpink                       | Đề cử     | [ 161 ]         |
| MTV Europe Music Awards                | 2021 | Biggest Fans                                          | Blackpink                       | Đề cử     | [ 162 ]         |
| MTV Europe Music Awards                | 2022 | Best Metaverse Performance                            | Blackpink: The Virtual          | Đoạt giải | [ 163 ]         |
| MTV Europe Music Awards                | 2022 | Best K-Pop                                            | Blackpink                       | Đề cử     | [ 164 ]         |
| MTV Europe Music Awards                | 2022 | Best Video                                            | "Pink Venom"                    | Đề cử     | [ 164 ]         |
| MTV Europe Music Awards                | 2022 | Biggest Fans                                          | Blackpink                       | Đề cử     | [ 164 ]         |
| MTV Europe Music Awards                | 2023 | Biggest Fans                                          | Blackpink                       | Đề cử     | [ 165 ]         |
| MTV MIAW Awards                        | 2019 | K-Pop Explosion                                       | Blackpink                       | Đề cử     | [ 166 ]         |
| MTV MIAW Awards                        | 2021 | Best Fandom                                           | Blackpink                       | Đề cử     | [ 167 ]         |
| MTV MIAW Awards                        | 2021 | K-Pop Domination                                      | Blackpink                       | Đề cử     | [ 167 ]         |
| MTV MIAW Awards                        | 2023 | K-Pop Domination                                      | Blackpink                       | Đoạt giải | [ 168 ]         |
| MTV MIAW Awards Brazil                 | 2019 | Biggest Fans                                          | Blackpink                       | Đề cử     | [ 169 ]         |
| MTV MIAW Awards Brazil                 | 2019 | K-Pop Explosion                                       | Blackpink                       | Đề cử     | [ 169 ]         |
| MTV MIAW Awards Brazil                 | 2020 | Best International Feature                            | "Sour Candy" (with Lady Gaga)   | Đoạt giải | [ 170 ]         |
| MTV MIAW Awards Brazil                 | 2020 | Biggest Fans                                          | Blackpink                       | Đề cử     | [ 171 ]         |
| MTV MIAW Awards Brazil                 | 2021 | Global Hit                                            | "Lovesick Girls"                | Đoạt giải | [ 172 ]         |
| MTV MIAW Awards Brazil                 | 2021 | Biggest Fans                                          | Blackpink                       | Đề cử     | [ 173 ]         |
| MTV Video Music Awards                 | 2019 | Best Group                                            | Blackpink                       | Đề cử     | [ 174 ]         |
| MTV Video Music Awards                 | 2019 | Best K-Pop                                            | "Kill This Love"                | Đề cử     | [ 175 ]         |
| MTV Video Music Awards                 | 2020 | Song of Summer                                        | "How You Like That"             | Đoạt giải | [ 176 ]         |
| MTV Video Music Awards                 | 2020 | Best Group                                            | Blackpink                       | Đề cử     | [ 177 ]         |
| MTV Video Music Awards                 | 2021 | Best K-Pop                                            | "Ice Cream" (with Selena Gomez) | Đề cử     | [ 178 ]         |
| MTV Video Music Awards                 | 2021 | Group of the Year                                     | Blackpink                       | Đề cử     | [ 179 ]         |
| MTV Video Music Awards                 | 2022 | Best Metaverse Performance                            | Blackpink: The Virtual          | Đoạt giải | [ 180 ]         |
| MTV Video Music Awards                 | 2022 | Group of the Year                                     | Blackpink                       | Đề cử     | [ 181 ]         |
| MTV Video Music Awards                 | 2023 | Best Choreography                                     | "Pink Venom"                    | Đoạt giải | [ 182 ]         |
| MTV Video Music Awards                 | 2023 | Group of the Year                                     | Blackpink                       | Đoạt giải | [ 182 ]         |
| MTV Video Music Awards                 | 2023 | Best Art Direction                                    | "Pink Venom"                    | Đề cử     | [ 183 ]         |
| MTV Video Music Awards                 | 2023 | Best Editing                                          | "Pink Venom"                    | Đề cử     | [ 183 ]         |
| MTV Video Music Awards                 | 2023 | Best K-Pop                                            | "Pink Venom"                    | Đề cử     | [ 183 ]         |
| MTV Video Music Awards                 | 2023 | Show of the Summer                                    | Blackpink                       | Đề cử     | [ 184 ]         |
| MTV Video Music Awards Japan           | 2018 | Best Dance Video                                      | "Ddu-Du Ddu-Du"                 | Đoạt giải | [ 185 ]         |
| MTV Video Music Awards Japan           | 2022 | Best Group Video – International                      | "Pink Venom"                    | Đoạt giải | [ 186 ]         |
| MTV Video Music Awards Japan           | 2022 | Video of the Year                                     | "Pink Venom"                    | Đề cử     | [ 187 ]         |
| Nickelodeon Kids' Choice Awards        | 2019 | Favorite Global Music Star                            | Blackpink                       | Đề cử     | [ 188 ]         |
| Nickelodeon Kids' Choice Awards        | 2021 | Favorite Music Collaboration                          | "Ice Cream" (with Selena Gomez) | Đề cử     | [ 189 ]         |
| Nickelodeon Kids' Choice Awards        | 2021 | Favorite Music Group                                  | Blackpink                       | Đề cử     | [ 189 ]         |
| Nickelodeon Kids' Choice Awards        | 2023 | Favorite Global Music Star                            | Blackpink                       | Đề cử     | [ 190 ]         |
| Nickelodeon Kids' Choice Awards        | 2023 | Favorite Music Group                                  | Blackpink                       | Đề cử     | [ 190 ]         |
| Nickelodeon Mexico Kids' Choice Awards | 2019 | Favorite International Artist or Group                | Blackpink                       | Đề cử     | [ 191 ]         |
| Nickelodeon Mexico Kids' Choice Awards | 2019 | Best Fandom                                           | Blackpink                       | Đề cử     | [ 191 ]         |
| Nickelodeon Mexico Kids' Choice Awards | 2021 | K-Pop Bomb                                            | Blackpink                       | Đề cử     | [ 192 ]         |
| Nickelodeon Mexico Kids' Choice Awards | 2022 | Favorite K-Pop Group                                  | Blackpink                       | Đề cử     | [ 193 ]         |
| Nickelodeon Mexico Kids' Choice Awards | 2022 | Master Fandom                                         | Blackpink                       | Đề cử     | [ 193 ]         |
| Nickelodeon Mexico Kids' Choice Awards | 2023 | Favorite K-Pop Group                                  | Blackpink                       | Đề cử     | [ 194 ]         |
| NRJ Music Awards                       | 2022 | International Clip of the Year                        | "Pink Venom"                    | Đề cử     | [ 195 ]         |
| NRJ Music Awards                       | 2022 | International Group / Duo of the Year                 | Blackpink                       | Đề cử     | [ 195 ]         |
| People's Choice Awards                 | 2019 | The Concert Tour of 2019                              | In Your Area World Tour         | Đoạt giải | [ 196 ]         |
| People's Choice Awards                 | 2019 | The Group of 2019                                     | Blackpink                       | Đoạt giải | [ 196 ]         |
| People's Choice Awards                 | 2019 | The Music Video of 2019                               | "Kill This Love"                | Đoạt giải | [ 196 ]         |
| People's Choice Awards                 | 2020 | The Group of 2020                                     | Blackpink                       | Đề cử     | [ 197 ]         |
| People's Choice Awards                 | 2020 | The Music Video of 2020                               | "Ice Cream" (with Selena Gomez) | Đề cử     | [ 197 ]         |
| People's Choice Awards                 | 2022 | The Group of 2022                                     | Blackpink                       | Đề cử     | [ 198 ]         |
| People's Choice Awards                 | 2022 | The Music Video of 2022                               | "Pink Venom"                    | Đề cử     | [ 198 ]         |
| Philippine K-pop Awards                | 2017 | Best Female Group                                     | Blackpink                       | Đoạt giải | [ 199 ]         |
| QQ Music Boom Boom Awards              | 2020 | Most Popular Overseas Group                           | Blackpink                       | Đoạt giải | [ 200 ]         |
| RTHK International Pop Poll Awards     | 2021 | Top Band/Group                                        | Blackpink                       | Gold      | [ 201 ]         |
| RTHK International Pop Poll Awards     | 2021 | Top Ten International Gold Songs                      | "Lovesick Girls"                | Đoạt giải | [ 201 ]         |
| RTHK International Pop Poll Awards     | 2022 | Top Album Award – Korean                              | Born Pink                       | Đoạt giải | [ 202 ]         |
| Seoul Music Awards                     | 2017 | New Artist of the Year                                | Blackpink                       | Đoạt giải | [ 203 ]         |
| Seoul Music Awards                     | 2017 | Main Award (Bonsang)                                  | Blackpink                       | Đề cử     | [ 204 ]         |
| Seoul Music Awards                     | 2017 | Korean Wave Award                                     | Blackpink                       | Đề cử     | [ 205 ]         |
| Seoul Music Awards                     | 2017 | Popularity Award                                      | Blackpink                       | Đề cử     | [ 205 ]         |
| Seoul Music Awards                     | 2018 | Main Award (Bonsang)                                  | Blackpink                       | Đoạt giải | [ 206 ]         |
| Seoul Music Awards                     | 2018 | Grand Prize (Daesang)                                 | Blackpink                       | Đề cử     | [ 207 ]         |
| Seoul Music Awards                     | 2018 | Korean Wave Award                                     | Blackpink                       | Đề cử     | [ 207 ]         |
| Seoul Music Awards                     | 2018 | Popularity Award                                      | Blackpink                       | Đề cử     | [ 207 ]         |
| Seoul Music Awards                     | 2019 | Main Award (Bonsang)                                  | Blackpink                       | Đề cử     | [ 208 ]         |
| Seoul Music Awards                     | 2019 | Korean Wave Award                                     | Blackpink                       | Đề cử     | [ 208 ]         |
| Seoul Music Awards                     | 2019 | Popularity Award                                      | Blackpink                       | Đề cử     | [ 208 ]         |
| Seoul Music Awards                     | 2020 | Main Award (Bonsang)                                  | Kill This Love                  | Đề cử     | [ 209 ]         |
| Seoul Music Awards                     | 2020 | Korean Wave Award                                     | Blackpink                       | Đề cử     | [ 209 ]         |
| Seoul Music Awards                     | 2020 | Popularity Award                                      | Blackpink                       | Đề cử     | [ 209 ]         |
| Seoul Music Awards                     | 2020 | QQ Music Most Popular K-Pop Artist Award              | Blackpink                       | Đề cử     | [ 210 ]         |
| Seoul Music Awards                     | 2021 | Main Award (Bonsang)                                  | How You Like That               | Đề cử     | [ 211 ]         |
| Seoul Music Awards                     | 2021 | Fan PD Artist Award                                   | Blackpink                       | Đề cử     | [ 212 ]         |
| Seoul Music Awards                     | 2021 | Korean Wave Award                                     | Blackpink                       | Đề cử     | [ 211 ]         |
| Seoul Music Awards                     | 2021 | Popularity Award                                      | Blackpink                       | Đề cử     | [ 211 ]         |
| Seoul Music Awards                     | 2021 | WhosFandom Award                                      | Blackpink                       | Đề cử     | [ 213 ]         |
| Seoul Music Awards                     | 2023 | Main Award (Bonsang)                                  | Born Pink                       | Đoạt giải | [ 214 ]         |
| Seoul Music Awards                     | 2023 | Grand Prize (Daesang)                                 | Blackpink                       | Đề cử     | [ 214 ]         |
| Seoul Music Awards                     | 2023 | Idolplus Best Star Award                              | Blackpink                       | Đề cử     | [ 215 ]         |
| Seoul Music Awards                     | 2023 | Korean Wave Award                                     | Blackpink                       | Đề cử     | [ 216 ]         |
| Seoul Music Awards                     | 2023 | Popularity Award                                      | Blackpink                       | Đề cử     | [ 216 ]         |
| Seoul Music Awards                     | 2024 | World Best Artist                                     | Blackpink                       | Đoạt giải | [ 217 ]         |
| Seoul Success Awards                   | 2022 | Popular Culture Grand Prize – Singer                  | Blackpink                       | Đoạt giải | [ 218 ]         |
| Shorty Awards                          | 2019 | Best in Music                                         | Blackpink                       | Đoạt giải | [ 219 ]         |
| Soompi Awards                          | 2017 | Rookie of the Year                                    | Blackpink                       | Đoạt giải | [ 220 ]         |
| Soompi Awards                          | 2018 | Best Female Group                                     | Blackpink                       | Đề cử     | [ 221 ]         |
| Soompi Awards                          | 2019 | Best Female Group                                     | Blackpink                       | Đoạt giải | [ 222 ]         |
| Soribada Best K-Music Awards           | 2017 | Bonsang Award                                         | Blackpink                       | Đề cử     | [ 223 ]         |
| Soribada Best K-Music Awards           | 2017 | Popularity Award                                      | Blackpink                       | Đề cử     | [ 223 ]         |
| Soribada Best K-Music Awards           | 2018 | Bonsang Award                                         | Blackpink                       | Đề cử     | [ 224 ] [ 225 ] |
| Soribada Best K-Music Awards           | 2018 | Global Fandom Award                                   | Blackpink                       | Đề cử     | [ 224 ] [ 225 ] |
| Soribada Best K-Music Awards           | 2018 | Popularity Award (Female)                             | Blackpink                       | Đề cử     | [ 224 ] [ 225 ] |
| Soribada Best K-Music Awards           | 2019 | Bonsang Award                                         | Blackpink                       | Đề cử     | [ 226 ]         |
| Soribada Best K-Music Awards           | 2019 | Popularity Award (Female)                             | Blackpink                       | Đề cử     | [ 226 ]         |
| Soribada Best K-Music Awards           | 2020 | Popularity Award (Female)                             | Blackpink                       | Đề cử     | [ 227 ]         |
| Spotify Awards                         | 2020 | Most Listened K-pop Artist (Female)                   | Blackpink                       | Đoạt giải | [ 230 ]         |
| Teen Choice Awards                     | 2018 | Choice Fandom                                         | Blackpink                       | Đề cử     | [ 231 ]         |
| Teen Choice Awards                     | 2018 | Choice International Artist                           | Blackpink                       | Đề cử     | [ 231 ]         |
| Teen Choice Awards                     | 2018 | Choice Next Big Thing                                 | Blackpink                       | Đề cử     | [ 231 ]         |
| Teen Choice Awards                     | 2019 | Choice Song: Group                                    | "Ddu-Du Ddu-Du"                 | Đoạt giải | [ 232 ]         |
| Teen Choice Awards                     | 2019 | Choice Fandom                                         | Blackpink                       | Đề cử     | [ 233 ]         |
| Teen Choice Awards                     | 2019 | Choice International Artist                           | Blackpink                       | Đề cử     | [ 233 ]         |
| Teen Choice Awards                     | 2019 | Choice Summer Tour                                    | In Your Area World Tour         | Đề cử     | [ 233 ]         |
| Telehit Awards                         | 2019 | Best K-pop of the Year                                | Blackpink                       | Đề cử     | [ 234 ]         |
| Tencent Music Entertainment Awards     | 2019 | Best Japanese and Korean Artist of the Year           | Blackpink                       | Đoạt giải | [ 235 ]         |
| Tencent Music Entertainment Awards     | 2020 | Best Overseas Group                                   | Blackpink                       | Đoạt giải | [ 236 ]         |
| Tokopedia WIB Indonesia K-Pop Awards   | 2021 | The Most Pretty Savage                                | Blackpink                       | Đoạt giải | [ 237 ]         |
| Variety's Hitmakers Awards             | 2020 | Group of the Year                                     | Blackpink                       | Đoạt giải | [ 238 ]         |
| V Live Awards                          | 2017 | Global Rookie Top 5                                   | Blackpink                       | Đoạt giải | [ 239 ]         |
| V Live Awards                          | 2018 | Global Artist Top 10                                  | Blackpink                       | Đoạt giải | [ 240 ]         |
| V Live Awards                          | 2019 | Global Artist Top 10                                  | Blackpink                       | Đoạt giải | [ 241 ]         |
| V Live Awards                          | 2019 | Global Artist Top 12                                  | Blackpink                       | Đoạt giải | [ 242 ]         |
| V Live Awards                          | 2019 | Best Channel – 3 Million Followers                    | Blackpink                       | Đề cử     | [ 243 ]         |
| V Live Awards                          | 2019 | The Most Loved Artist                                 | Blackpink                       | Đề cử     | [ 244 ]         |
| Webby Awards                           | 2023 | Best Partnership or Collaboration, Features (Social)  | #PinkVenomChallenge             | Đoạt giải | [ 245 ]         |
| Weibo Starlight Awards                 | 2021 | Favorite Collaboration                                | "Ice Cream" (with Selena Gomez) | Đoạt giải | [ 246 ]         |

## Giải thưởng khác

### Huân chương
| Quốc gia | Năm  | Huân chương                              | Nguồn   |
| -------- | ---- | ---------------------------------------- | ------- |
| Anh Quốc | 2023 | Thành viên Huân chương Đế quốc Anh (MBE) | [ 247 ] |

### Danh sách
| Năm  | Nhà phát hành | Danh sách                                              | Vị thứ | Nguồn   |
| ---- | ------------- | ------------------------------------------------------ | ------ | ------- |
| 2019 | Forbes        | Korea Power Celebrity                                  | 1st    | [ 248 ] |
| 2019 | Forbes        | 30 Under 30 (Asia)                                     | Placed | [ 249 ] |
| 2020 | Forbes        | Korea Power Celebrity                                  | 3rd    | [ 250 ] |
| 2020 | Forbes        | 100 Digital Stars (Asia)                               | Placed | [ 251 ] |
| 2021 | Forbes        | Korea Power Celebrity                                  | 2nd    | [ 252 ] |
| 2020 | Gold House    | A100 Most Impactful Asians List                        | Placed | [ 255 ] |
| 2021 | Gold House    | A100 Most Impactful Asians List                        | Placed | [ 256 ] |
| 2020 | Sisa Journal  | 100 Next Generation Leaders – Culture and Arts         | 3rd    | [ 261 ] |
| 2019 | Time          | Time 100 Next                                          | Placed | [ 262 ] |
| 2020 | Variety       | Power of Young Hollywood                               | Placed | [ 263 ] |
| 2021 | Variety       | Women That Have Made an Impact in Global Entertainment | Placed | [ 264 ] |

### Kỉ lục thế giới
| Năm  | Tổ chức                | Kỉ lục thế giới                                                                   | Người năm giữ       | Nguồn   |
| ---- | ---------------------- | --------------------------------------------------------------------------------- | ------------------- | ------- |
| 2020 | Guinness World Records | Video được xem nhiều nhất trên YouTube trong 24 giờ                               | "How You Like That" | [ 265 ] |
| 2020 | Guinness World Records | Video âm nhạc được xem nhiều nhất trên YouTube trong 24 giờ                       | "How You Like That" | [ 265 ] |
| 2020 | Guinness World Records | Video âm nhạc được xem nhiều nhất trên YouTube trong 24 giờ bởi nhóm nhạc K-pop   | "How You Like That" | [ 265 ] |
| 2020 | Guinness World Records | Video có nhiều người xem công chiếu nhất trên YouTube                             | "How You Like That" | [ 265 ] |
| 2020 | Guinness World Records | Video âm nhạc có nhiều người xem công chiếu nhất trên YouTube                     | "How You Like That" | [ 265 ] |
| 2021 | Guinness World Records | Nhóm nhạc có nhiều người đăng ký nhất trên Youtube                                | Blackpink           | [ 266 ] |
| 2023 | Guinness World Records | Nhóm nhạc K-Pop nữ đầu tiên đạt vị trí số 1 trên UK Albums Chart                  | Blackpink           | [ 267 ] |
| 2023 | Guinness World Records | Nhóm nhạc K-Pop nữ đầu tiên đạt vị trí số 1 trên US Albums Chart                  | Blackpink           | [ 268 ] |
| 2023 | Guinness World Records | Người chiến thắng đầu tiên của Màn trình diễn Metaverse xuất sắc nhất tại MTV VMA | Blackpink           | [ 269 ] |
| 2023 | Guinness World Records | Nhóm nhạc có kênh âm nhạc được xem nhiều nhất trên YouTube                        | Blackpink           | [ 270 ] |
| 2023 | Guinness World Records | Nhóm nhạc nữ được nghe nhiều nhất Spotify                                         | Blackpink           | [ 271 ] |

Theo tổ chức  Guinness World Records, "Kill This Love" (2019) của BlackPink chỉ nắm được ba danh hiệu kỷ lục video trên YouTube chỉ trong một tuần trước khi nhanh chóng bị vượt qua bởi "Boy With Love" của BTS. Do đó, trong khi tổ chức trao giải thừa nhận khoảng thời gian năm giữ ngắn ngủi, video chưa bao giờ được chứng nhận là kỷ lục thế giới chính thức.

## Chương trình âm nhạc

### Show Champion
| Năm  | Ngày        | Bài hát             | Điểm |
| ---- | ----------- | ------------------- | ---- |
| 2020 | 8 tháng 7   | "How You Like That" | —    |
| 2020 | 15 tháng 7  | "How You Like That" | —    |
| 2020 | 29 tháng 7  | "How You Like That" | —    |
| 2020 | 14 tháng 10 | "Lovesick Girls"    | —    |
| 2022 | 24 tháng 8  | "Pink Venom"        | 4435 |
| 2022 | 21 tháng 9  | "Shut Down"         | 5227 |
| 2022 | 28 tháng 9  | "Shut Down"         | 7022 |
| 2022 | 5 tháng 10  | "Shut Down"         | 6764 |
| 2025 | 23 tháng 7  | "JUMP"              | 4652 |

### M Countdown
| Năm  | Ngày        | Bài hát             | Điểm |
| ---- | ----------- | ------------------- | ---- |
| 2016 | 8 tháng 9   | "WHISTLE"           | 7330 |
| 2018 | 28 tháng 6  | "DDU-DU DDU-DU"     | 8706 |
| 2018 | 5 tháng 7   | "DDU-DU DDU-DU"     | —    |
| 2018 | 12 tháng 7  | "DDU-DU DDU-DU"     | —    |
| 2020 | 9 tháng 7   | "How You Like That" | 8167 |
| 2020 | 16 tháng 7  | "How You Like That" | 7432 |
| 2020 | 15 tháng 10 | "Lovesick Girls"    | 8691 |
| 2022 | 25 tháng 8  | "Pink Venom"        | 7951 |
| 2022 | 1 tháng 9   | "Pink Venom"        | 6231 |
| 2022 | 8 tháng 9   | "Pink Venom"        | 9033 |
| 2022 | 22 tháng 9  | "Shut Down"         | 9316 |
| 2022 | 29 tháng 9  | "Shut Down"         | 8377 |
| 2022 | 6 tháng 10  | "Shut Down"         | 9468 |
| 2025 | 17 tháng 7  | "JUMP"              | 7792 |
| 2025 | 24 tháng 7  | "JUMP"              | 6942 |
| 2025 | 31 tháng 7  | "JUMP"              | —    |

### Music Bank
| Năm  | Ngày        | Bài hát             | Điểm  |
| ---- | ----------- | ------------------- | ----- |
| 2018 | 29 tháng 6  | "DDU-DU DDU-DU"     | 10095 |
| 2020 | 10 tháng 7  | "How You Like That" | 4981  |
| 2020 | 31 tháng 7  | "How You Like That" | 6082  |
| 2020 | 16 tháng 10 | "Lovesick Girls"    | 11562 |

### Show! Music Core
| Năm  | Ngày       | Bài hát             | Điểm  |
| ---- | ---------- | ------------------- | ----- |
| 2018 | 23 tháng 6 | "DDU-DU DDU-DU"     | 6071  |
| 2018 | 30 tháng 6 | "DDU-DU DDU-DU"     | 8174  |
| 2018 | 7 tháng 7  | "DDU-DU DDU-DU"     | 7273  |
| 2018 | 14 tháng 7 | "DDU-DU DDU-DU"     | 7307  |
| 2020 | 11 tháng 7 | "How You Like That" | 10464 |
| 2020 | 18 tháng 7 | "How You Like That" | 10048 |
| 2020 | 25 tháng 7 | "How You Like That" | 8023  |
| 2022 | 8 tháng 10 | "Shut Down"         | 7472  |
| 2025 | 2 tháng 8  | "JUMP"              | 6757  |
| 2025 | 16 tháng 8 | "JUMP"              | 7893  |

### Inkigayo
| Năm  | Ngày        | Bài hát                         | Điểm  |
| ---- | ----------- | ------------------------------- | ----- |
| 2016 | 21 tháng 8  | "WHISTLE"                       | 9030  |
| 2016 | 11 tháng 9  | "WHISTLE"                       | 7126  |
| 2016 | 27 tháng 11 | "PLAYING WITH FIRE"             | 9083  |
| 2016 | 4 tháng 12  | "PLAYING WITH FIRE"             | 9019  |
| 2017 | 2 tháng 7   | "AS IF IT'S YOUR LAST"          | 7685  |
| 2017 | 9 tháng 7   | "AS IF IT'S YOUR LAST"          | 8652  |
| 2017 | 16 tháng 7  | "AS IF IT'S YOUR LAST"          | 7944  |
| 2018 | 24 tháng 6  | "DDU-DU DDU-DU"                 | 6886  |
| 2018 | 1 tháng 7   | "DDU-DU DDU-DU"                 | 10170 |
| 2018 | 8 tháng 7   | "DDU-DU DDU-DU"                 | 9573  |
| 2019 | 21 tháng 4  | "Kill This Love"                | 8163  |
| 2019 | 26 tháng 5  | "Kill This Love"                | 6271  |
| 2020 | 28 tháng 6  | "How You Like That"             | 6027  |
| 2020 | 12 tháng 7  | "How You Like That"             | 8973  |
| 2020 | 19 tháng 7  | "How You Like That"             | 8929  |
| 2020 | 20 tháng 9  | "Ice Cream" (with Selena Gomez) | 6484  |
| 2020 | 27 tháng 9  | "Ice Cream" (with Selena Gomez) | 6428  |
| 2020 | 4 tháng 10  | "Ice Cream" (with Selena Gomez) | 6267  |
| 2020 | 11 tháng 10 | "Lovesick Girls"                | 6376  |
| 2020 | 18 tháng 10 | "Lovesick Girls"                | 10239 |
| 2020 | 25 tháng 10 | "Lovesick Girls"                | 7532  |
| 2022 | 4 tháng 9   | "Pink Venom"                    | 9292  |
| 2022 | 18 tháng 9  | "Pink Venom"                    | 7977  |
| 2022 | 25 tháng 9  | "Pink Venom"                    | 7129  |
| 2022 | 2 tháng 10  | "Shut Down"                     | 9077  |
| 2022 | 9 tháng 10  | "Shut Down"                     | 8991  |
| 2022 | 16 tháng 10 | "Shut Down"                     | 7641  |
| 2025 | 3 tháng 8   | "JUMP"                          | 7289  |
| 2025 | 10 tháng 8  | "JUMP"                          | 6909  |
| 2025 | 17 tháng 8  | "JUMP"                          | 7838  |